# Leptomorphus elegans
Leptomorphus elegans är en tvåvingeart som beskrevs av Loïc Matile 1997. Leptomorphus elegans ingår i släktet Leptomorphus och familjen svampmyggor. Inga underarter finns listade i Catalogue of Life.